# Entenmarkt (Wesel)
Der Entenmarkt ist eine Innenstadtstraße von Wesel am Niederrhein.

## Lage
Der Entenmarkt liegt im Bereich des mittelalterlichen Stadtkerns und verläuft in Nord-Süd-Richtung. Entgegen dem Namen, der eine Ausgestaltung als Marktplatz vermuten lässt, handelt es sich um eine rund 100 Meter lange Straße. Im Norden geht die Straße in die etwa ebenso lange Rheinstraße über, welche bis zum Willibrordi-Dom führt. Östlich und nordöstlich des Entenmarktes befindet sich der Komplex des Marien-Hospitals Wesel.

## Geschichte
Der Name Entenmarkt ist abgeleitet vom einst dort gelegenen Entenbrunnen, der mit dem Bild einer bunten Ente verziert war. Dieser Brunnen befand sich auf einem kleinen Platz an der Einmündung der Rheinstraße und der seitlich einmündenden Kurzen Straße. Die Bezeichnung Entenmarkt hatte sich nicht nur für diesen kleinen Platz, sondern für den gesamten noch heute vorhandenen Straßenzug etabliert. Historisch war die Straße durch Hochwasser des Rheins gefährdet und 1783 wie andere Teile der Altstadt überflutet. Am 2. und 3. Januar 1926 war die Straße erneut von einem Hochwasser betroffen.
Von 1802 bis 1933 wurde ein repräsentatives Gebäude am Entenmarkt durch die lokale Freimaurer-Loge genutzt. Es gehört heute zum Komplex des Marien-Hospitals. In den 1830er Jahren lebte Konrad Duden mit seiner Familie zeitweilig am Entenmarkt. Im Süden der Straße befand sich das Stadttor Rheintor. Es wurde um 1890 im Rahmen der Entfestigung der einstigen Festungsstadt abgerissen und gab der heute dort einmündenden Rheintorstraße ihren Namen.